# Sphindus trinifer
Sphindus trinifer är en skalbaggsart som beskrevs av Thomas Casey 1898. Sphindus trinifer ingår i släktet Sphindus och familjen slemsvampbaggar. Inga underarter finns listade i Catalogue of Life.